# ساندي بيرغر
صامويل ريتشارد «ساندي» بيرغر (بالإنجليزية: Sandy Berger)‏ (28 أكتوبر 1945 - 2 ديسمبر 2015) ولد في ميلرتون. هو محام، ومستشار سياسي من الولايات المتحدة الأمريكية شغل منصب مستشار الأمن القومي للولايات المتحدة التاسع عشر للرئيس بيل كلينتون من 1997 إلى 2001. وقبل ذلك شغل منصب نائب مستشار الأمن القومي لإدارة كلينتون 1993-1997. 
غرّم في عام 2005 وحكم عليه بالسجن لمدة عامين مع المراقبة بالإضافة إلى خدمة المجتمع لإزالة غير مصرح بها لمواد سرية من الأرشيف الوطني. تخلى عن رخصته لممارسة المحاماة.

## حياته المبكرة
ولد بيرغر لعائلة يهودية في ميلرتون، نيويورك، حيث كان والداه يديران متجراً للجيش والبحرية. تخرج من مدرسة ويبَتاك الثانوية عام 1963، وحصل على بكالوريوس الآداب في الحكومة من جامعة كورنيل عام 1967، وحصل على درجة الدكتوراه في القانون من كلية الحقوق بجامعة هارفارد عام 1971.
في كورنيل، كان بيرغر عضوًا في جمعية كويل أند داجر مع بول ولفويتز وستيفن هادلي. بعد معارضة حرب فيتنام، بدأ بيرغر العمل في حملة السناتور جورج ماكغفرن الرئاسية في عام 1972. وأثناء وجوده هناك، التقى ببيل كلينتون، وشكل صداقة استمرت لعقود. وحث بيرغر في وقت لاحق كلينتون على الترشح لمنصب رئيس الولايات المتحدة.
بعد حملة ماكغفرن، اكتسب بيرغر خبرة في العمل في مجموعة متنوعة من المناصب الحكومية، بما في ذلك العمل مساعدًا خاصًا لعمدة مدينة نيويورك جون ليندسي والمساعد التشريعي للسيناتور الأمريكي هارولد هيوز من ولاية أيوا وعضو الكونجرس جوزيف ريسنيك من نيويورك. كما شغل منصب نائب مدير تخطيط السياسات في وزارة الخارجية الأمريكية من 1977 إلى 1980 في عهد وزير الخارجية سايروس فانس أثناء إدارة كارتر.
بعد مغادرته وزارة الخارجية، انضم بيرغر إلى شركة المحاماة هوجان وهارتسون حيث ساعد في توسيع ممارسة القانون الدولي للشركة. كشريك، افتتح أول مكتبين دوليين للشركة في لندن وبروكسل. قالت نانسي بيلوسي في عام 1997 إن «ساندي بيرغر كان مسؤولا في... هوجان وهارتسون... للمكتب التجاري للحكومة الصينية. كان محامياً وجماعة ضغط».

## عمله في إدارة كلينتون
شغل بيرغر منصب كبير مستشاري السياسة الخارجية لحاكم أركنساس بل كلينتون خلال حملته الانتخابية. ومساعداً للمدير الانتقالي للأمن القومي في الفترة الانتقالية لكلينتون- آل جور عام 1992. خدم بيرغر ثماني سنوات في مجلس الأمن القومي، كان بدايةً نائبًا لمستشار الأمن القومي من 1993-1997، تحت قيادة أنتوني ليك، الذي أوصى به بيرغر لهذا الدور، ثم خلف ليك بمنصب مساعد الرئيس لشؤون الأمن القومي من 1997 إلى 2001. 
كان بيرغر شخصية محورية في صياغة السياسة الخارجية لإدارة كلينتون، ولعب دورًا أساسيًا في تعزيز أهداف الإدارة التي وصفتها بنفسها لتعزيز «الديمقراطية والازدهار المشترك والسلام». على حد تعبير الرئيس كلينتون، «لم يكن أحد أكثر دراية بالسياسة أو كان أكثر ذكاءً حول كيفية صياغتها. لقد كان رائعًا في تحليل الموقف وتحديد ما يجب فعله حيال ذلك. أثبتت مواهبه أنه لا يقدر بثمن مرارًا وتكرارًا، في أمريكا اللاتينية، البلقان وأيرلندا الشمالية والشرق الأوسط».
تضمنت الإنجازات الرئيسية خلال فترة ولاية بيرغر لمجلس الأمن القومي حزمة استرداد البيزو لعام 1995 في المكسيك، وتوسيع الناتو، وعملية ثعلب الصحراء، واتفاقيات دايتون التي أنهت حرب البوسنة والهرسك، وحملة قصف الناتو ضد يوغوسلافيا، واتفاقية الجمعة العظيمة التي ساعدت على إحلال السلام في أيرلندا الشمالية، وسياسة الإدارة في التعامل مع جمهورية الصين الشعبية. في مقابلة التاريخ الشفوي في مارس 2005 في مركز ميلر بجامعة فرجينيا، أشار بيرغر، «أعتقد أنه خلال التسعينيات، أخذنا الصين من خارج النظام الدولي وأدخلناها داخل النظام الدولي، جزئيًا من خلال التجارة والاقتصاد، وغير ذلك.»
في 4 يوليو 1999، في ما وصفه خبير جنوب آسيا بروس ريدل بأنه «أفضل ساعة» لبيرجر، نصح بيرغر الرئيس كلينتون من خلال مفاوضات محورية مع رئيس الوزراء الباكستاني نواز شريف لسحب قوات ذلك البلد من كشمير، وتجنب حرب نووية كارثية محتملة مع الهند.
كما نصح بيرغر الرئيس بشأن تفجير أبراج الخبر والردود على التفجيرات الإرهابية للسفارتين الأمريكيتين في كينيا وتنزانيا. في السنوات الأخيرة من إدارة كلينتون، كانت مكافحة الإرهاب أولوية قصوى في السياسة الخارجية. قال بيرغر في مقابلة التاريخ الشفوي التي أجراها في مارس 2005 في مركز ميلر التابع لـ UVA ، «قلت لكوندوليزا رايس خلال الفترة الانتقالية... أن القضية الأولى التي ستتعامل معها بصفتها مستشارة للأمن القومي هي الإرهاب بشكل عام والقاعدة بشكل خاص.»

## الخلافات

### ملكية الأسهم
في تشرين الثاني (نوفمبر) 1997، دفع بيرغر غرامة مدنية قدرها 23 ألف دولار لتسوية مزاعم تضارب المصالح الناجمة عن فشله في بيع أسهمه في شركة أموكو كما أمر البيت الأبيض. نصح البيت الأبيض بيرغر ببيع السهم في أوائل عام 1994. وقال إنه كان يخطط لبيع السهم، لكنه نسي ذلك بعد ذلك. ونفى مشاركته عن علم في قرارات كانت له فيها مصلحة مالية. مع عدم وجود دليل على أن بيرغر كان ينوي خرق القانون، قررت وزارة العدل الأمريكية أن العقوبة المدنية كافية لارتكاب «انتهاك غير متعمد» لقانون تضارب المصالح.

### التجسس النووي الصيني
انتقد بيرغر في عام 1999 لفشله في إبلاغ الرئيس كلينتون على الفور بمعرفته بأن جمهورية الصين الشعبية تمكنت من الحصول على تصاميم عدد من الرؤوس الحربية النووية الأمريكية. أطلعت وزارة الطاقة بيرغر على التجسس في أبريل 1996، لكنه لم يبلغ الرئيس حتى يوليو 1997.
دعا عدد من الجمهوريين، بمن فيهم المرشح الرئاسي آنذاك لامار ألكسندر، إلى استقالة بيرغر. واتهموه بتجاهل مزاعم التجسس الصيني. وقال الكسندر "لعدم رغبته في التصرف بشأن هذه المسألة الخطيرة، يجب على السيد بيرجر أن يستقيل". وإذا لم يفعل، فينبغي أن يعفيه الرئيس كلينتون من مهامه ". ورفض الرئيس كلينتون الدعوات: "السجل هو أننا تصرفنا بقوة"، قالت كلينتون. "السيد بيرغر تصرف بشكل مناسب".
طلبت من وزارة الطاقة توسيع وتعميق تحقيقها، وتكثيفها بينما كانوا يخططون لجهودهم في مجال مكافحة التجسس لإطلاع الكونغرس. في غضون عدة أسابيع، فتح مكتب التحقيقات الفيدرالي تحقيقًا كاملاً بشأن المشتبه به الرئيسي. لذلك اتخذت الإجراءات التي أعتقد أنها كانت مناسبة. أحصل على قدر هائل من معلومات التهديد كل يوم. يجب أن أحكم على ما أطلع الرئيس عليه وما لا أفعله. في عام 1997، عندما كان من الواضح أن هذا يمثل نمطًا ومشكلة منهجية، اعتقدت أنه من الضروري أن يعرف الرئيس - ساندي بيرغر، 29 مايو 1999.

### الإزالة غير المصرح بها وتدمير المواد المصنفة
كُشف في 19 يوليو (تموز) 2004، عن أن وزارة العدل الأمريكية كانت تحقق مع بيرغر بسبب الإزالة غير المصرح بها لوثائق سرية في أكتوبر 2003 من غرفة قراءة الأرشيف الوطني قبل الإدلاء بشهادته أمام لجنة 11 سبتمبر. كانت الوثائق خمس نسخ سرية لتقرير واحد بتكليف من ريتشارد كلارك يغطي التقييمات الداخلية للتعامل مع إدارة كلينتون لمؤامرات الألفية الفاشلة للهجوم. قال أحد مساعدي بيرجر إن بيرغر أخذ نسخة واحدة في سبتمبر 2003 وأربع نسخ في أكتوبر 2003، بزعم حشو الوثائق في جواربه وسرواله. كذب بيرغر بعد ذلك على المحققين عندما سئل عن إزالة الوثائق.
في أبريل 2005، أقر بيرغر بأنه مذنب في تهمة جنحة إزالة المواد السرية والاحتفاظ بها من الأرشيف الوطني في واشنطن العاصمة.
غرّم بيرغر 50000 دولار، وحُكم عليه بقضاء عامين تحت المراقبة و 100 ساعة في خدمة المجتمع، وتجريده من تصريحه الأمني لمدة ثلاث سنوات. قالت وزارة العدل في البداية إن بيرغر سرق فقط نسخًا من المستندات السرية وليس النسخ الأصلية، لكن لجنة الإصلاح الحكومي في مجلس النواب كشفت لاحقًا أن بيرغر غير الخاضع للإشراف قد مُنح حق الوصول إلى ملفات سرية من وثائق أصلية غير منسوخة وغير مخترعة تتعلق بالإرهاب. خلال جلسات استماع لجنة الإصلاح الحكومي بمجلس النواب، أقرت نانسي كيجان سميث - التي كانت مديرة موظفي الوثائق الرئاسية في إدارة المحفوظات والسجلات الوطنية - بأنها منحت بيرغر حق الوصول إلى المواد الأصلية في مكتبها.
في 20 ديسمبر 2006، أفاد المفتش العام بول براشفيلد أن بيرغر أخذ استراحة للخروج دون مرافقة. «إجمالاً، خلال هذه الزيارة، أزال أربع وثائق... قال السيد بيرغر إنه وضع الوثائق تحت مقطورة في منطقة بناء يمكن الوصول إليها خارج دار المحفوظات 1 (مبنى الأرشيف الرئيسي)». واعترف بيرغر بأنه استعاد لاحقًا الوثائق من منطقة البناء وعاد معهم إلى مكتبه.
في 17 مايو 2007، تخلى بيرغر عن رخصته لممارسة القانون نتيجة لتحقيقات وزارة العدل. قائلا: "لقد قررت التنازل طوعا عن رخصتي. ... بينما كنت أشعر بالرضا الشديد من سنوات ممارسة المحاماة، لم أفعل ذلك منذ 15 عاما ولا أتصور العودة إلى المهنة. أنا آسف جدا لما أفعله" فعلت، وأنا أعتذر بشدة ". من خلال التخلي عن رخصته، تجنب بيرغر استجواب محامي نقابة المحامين بخصوص تفاصيل سرقته.

## روابط خارجية
- ساندي بيرغر على موقع مونزينجر (الألمانية)
- ساندي بيرغر على موقع إن إن دي بي (الإنجليزية)